# Heterocerus maritimus
Heterocerus maritimus är en skalbaggsart som beskrevs av Guérin-ménéville 1844. Heterocerus maritimus ingår i släktet Heterocerus, och familjen strandgrävbaggar. Arten har ej påträffats i Sverige.